# Phthiria quadrinotata
Phthiria quadrinotata är en tvåvingeart som beskrevs av Friedrich Hermann Loew 1873. Phthiria quadrinotata ingår i släktet Phthiria och familjen svävflugor. Inga underarter finns listade i Catalogue of Life.